# Walter von Siebenthal
Walter von Siebenthal (Genève, 6 juni 1899 - september 1958) was een Zwitsers ijshockeyer. Hij nam deel aan de Olympische Zomerspelen van 1920 in Antwerpen en de Olympische Winterspelen van 1924 in Chamonix.

## Biografie
Walter von Siebenthal was een van de 77 Zwitserse deelnemers aan de Olympische Zomerspelen van 1920. Hij maakte deel uit van de Zwitserse nationale ploeg in het ijshockey op deze Spelen. Na een zware 29-0-nederlaag tegen de Verenigde Staten verloren hij en zijn team later ook de bronzen finale tegen Zweden met 4-0.
Vier jaar later maakte hij deel uit van de Zwitserse nationale ijshockeyploeg die deelnam aan de Olympische Winterspelen van 1924 in Chamonix.
| Jaar | Spelen    | Team | Onderdeel     | Resultaat | Prestatie                                                                          |
| ---- | --------- | --- | ------------- | --------- | ---------------------------------------------------------------------------------- |
| 1920 | Antwerpen | Walter von Siebenthal teamgenoten: Rodolphe Cuendet Louis Dufour jr. Louis Dufour sr. Max Holzboer Marius Jaccard Bruno Leuzinger Paul Lob René Savoie Max Sillig                                                    | ijshockey (m) | 5e        | kwartfinale: V van Verenigde Staten: 29-0 bronzen finale: V van Zweden: 4-0        |
| 1924 | Chamonix  | Walter von Siebenthal teamgenoten: Bruno Leuzinger Marius Jaccard Donald Unger Edouard Mottier René Savoie Max Holzboer Edouard Filliol Fred Auckenthaler Ernest Jacquet Peter Müller André Verdeil Louis Dufour jr. | ijshockey (m) | 7e        | groepsfase: V van SWE: 9-0 groepsfase: V van CAN: 33-0 groepsfase: V van TCH: 11-2 |

- Base de données des élites suisses: 63318